# Lumea de dincolo: Trezirea la viață
Underworld: Awakening (2012) este un film de groază acțiune - thriller american, al patrulea film din seria Lumea de dincolo.
Underworld: Awakening sau Underworld 4 a avut premiera pe 20 ianuarie 2012.

## Prezentare
Ca urmare a războiului omenirii împotriva ne-umanilor, Selene și Michael Corvin sunt prinși și închiși timp de 12 ani. Selene, numită „Subiectul 1”, este eliberată de „Subiectul 2” din instalația criogenică a unei corporații medicale guvernamentale numită Antigen.

## Distribuția
- Kate Beckinsale este Selene
- Sandrine Holt este Lida
- Michael Ealy este Detectiv Sebastian
- India Eisley este Eve
- Robert Lawrenson este Waterfront Cop[1]
- Charles Dance este Thomas, a Vampire Elder; Father of David
- Richard Cetrone este Lycan #1
- Kris Holden-Ried este Quint
- Ron Wear este Jack Fletcher
- William Francis este un ofițer de poliție
- Daniel Boileau este laborantul #3
- Panou este un vechi polițist #1
- Adam Greydon Reid este Alan
- Julia Rhodes este Antigen Tech
- Jeff Sanca este Truck Driver
- Christian Tessier este Guard
- Theo James este David
- Stephen Rea este Dr. Jacob Lane
- Jesse Branden Dahl este Vampir #1
- Marvin Duerkholz este Leroy

Scott Speedman, când a fost întrebat într-un interviu pentru "Shock Till You Drop" dacă va primi rolul lui Michael Corvin, a spus că "Nu."